# Římskokatolická farnost Svaté Pole
Římskokatolická farnost Svaté Pole je jedno z územních společenství římských katolíků v příbramském vikariátu s farním kostelem sv. Alžběty. Farnost je spravována z Dobříše, Obořiště pak ze Svaté Hory.

## Kostely farnosti
| Kostel                         | Místo        | Bohoslužba                         |
| ------------------------------ | ------------ | ---------------------------------- |
| sv. Alžběty                    | Svaté Pole   | pá 08.30 pouze sudé týdny ne 10.45 |
| sv. Jana před latinskou branou | Dlouhá Lhota | ne 12.00                           |
| sv. Josefa                     | Obořiště     | ne 09.00                           |
| Nanebevzetí Panny Marie        | Budínek      |                                    |
| sv. Antonína Paduánského       | Druhlice     |                                    |
| sv. Jana Nepomuckého           | Rybníky      |                                    |

## Osoby ve farnosti
- P. Angelo Scarano Th.D.
- MUDr. Martina Svárovská, samostatný pastorační asistent • Mgr. Dipl.techn. Petr Váňa, jáhenská služba

### V minulosti
- P. Mgr. Karel Satoria OCSO, administrátor exc. (2011–2017)